# Addison Timlin
Addison Timlin (Filadelfia, 29 de junio de 1991) es una actriz estadounidense. Interpretó a Sasha Bingham en la cuarta temporada de la serie Californication.

## Biografía
Addison se considera neoyorquina, pese a haber nacido en Filadelfia, Pensilvania y haberse criado en el sur de California antes de radicarse en Manhattan. Debutó en la película Sin control (Derailed), acompañada de Clive Owen, Jennifer Aniston y Vincent Cassel, entre otros.
Comenzó su carrera interpretativa a los nueve años, formando parte de la gira nacional de Annie. En ese entonces, interpretó el papel de Annie en varias producciones a lo largo de tres años. También interpretó a Addi, compartiendo cartel con Bernadette Peters en el revival de Broadway Gypsy, bajo la dirección de Sam Mendes. Entre sus créditos teatrales figuran el papel de Mary Lennox en El jardín secreto. También participó en The Isabel Fish, dirigida por Lara Zizic. 
A los 14 años ingresó en el Professional Performing Arts High School de Manhattan. Es la menor de cuatro hermanos.

### Vida personal
Timlin se casó con el actor Jeremy Allen White el 18 de octubre de 2019. Addison presentó el divorcio en 2023. La expareja tiene dos hijas: Ezer Billie (nacida en octubre de 2018) y Dolores Wild (nacida en diciembre de 2020).

## Carrera profesional
Debutó en el cine como Amy, una niña de catorce años de edad, con diabetes, en la película de 2005, Sin control, donde compartió créditos con Clive Owen y Melissa George en los papeles de sus padres en dicha película. También fue elegida para la serie de CBS 3 libras como Charlotte Hanson, la hija del personaje principal interpretado por Stanley Tucci. Apareció en tres de los ocho episodios que se filmaron. También participó en el corto Man película escrita y dirigida por Joseph Myna, proyectada en el Festival de Cine de Sundance y en Cannes. En 2008 interpretó a Emily Draper en la serie de televisión de la ABC, Cashmere Mafia, como la hija adolescente con problemas de Julieta Draper, interpretada por Miranda Otto.
Fue escogida para One Day. Originalmente iba a trabajar en una serie de televisión para la NBC, pero después la serie se redujo a miniserie, pero nunca salió al aire. Su trabajo más reciente fue en la cuarta temporada de Californication, donde interpretó a una actriz dentro de la serie. Participó en una película independiente llamada Lumpy (posteriormente retitulada Best Man Down), también protagonizada por Justin Long. Desempeñó el papel femenino principal en la adaptación de Odd Thomas de Stephen Sommers. En febrero de 2012, participó en el piloto de Zero Hour de la cadena ABC, que después fue elegida como reemplazo en la mitad de la temporada que se estrenó en febrero de 2013. En mayo de 2012, Timlin se unió al elenco de la comedia romántica The Bounceback.
También aparece en la película de acción y comedia del 2013, Stand Up Guys, protagonizada por Al Pacino, Christopher Walken y Alan Arkin.
Protagonizó la película basada en la saga romance-fantasía-ficción, Fallen, interpretando al personaje principal, Lucinda Price, junto al actor británico Jeremy Irvine quien será su coprotagonista.

## Filmografía
| Año  | Película                      | Personaje          | Notas    |
| ---- | ----------------------------- | ------------------ | -------- |
| 2005 | Sin control                   | Amy Schine         |          |
| 2006 | The Isabel Fish               | Maddy              | Corto    |
| 2008 | Man                           | Allison            | Corto    |
| 2008 | Afterschool                   | Amy                |          |
| 2012 | Stand Up Guys                 | Alex               |          |
| 2012 | Best Man Down                 | Ramsey             |          |
| 2013 | Love & Air Sex                | Haley              |          |
| 2013 | Odd Thomas                    | Stormy Llewellyn   | Película |
| 2014 | Las novias de mis amigos      | Alana              |          |
| 2014 | The Town That Dreaded Sundown | Jami Lerner        |          |
| 2016 | Chronically Metropolitan      | Layla              |          |
| 2016 | Little Sister                 | Colleen Lunsford   |          |
| 2016 | Long Nights Short Mornings    | Rapunzel           |          |
| 2016 | Fallen                        | Lucinda Luce Price |          |
| 2017 | Submission                    | Angela Argo        |          |
| 2017 | Chasing You                   | Kat                |          |
| 2018 | When I'm a Moth               | Hillary Rodham     |          |
| 2018 | Life Like                     | Sophie             |          |
| 2019 | Sleeping in Plastic           | Pearla             |          |
| 2019 | Depraved                      | Shelley            |          |
| 2019 | Feast of the Seven Fishes     | Katie              |          |

### Televisión
| Año         | Título          | Personaje           | Notas                                 |
| ----------- | --------------- | ------------------- | ------------------------------------- |
| 2006        | 3 lbs           | Charlotte Hanson    | 3 episodios                           |
| 2008        | Cashmere Mafia  | Emily Draper        | 5 episodios                           |
| 2009        | Law & Order     | Hayley Kozlow       | 1 episodio: "Memo from the Dark Side" |
| 2010        | Day One         | Hunter Christiansen | Cancelada                             |
| 2011        | Californication | Sasha Bingham       | 6 episodios                           |
| 2011        | Law & Order: LA | Erin Gradin         | 1 episodio: "Van Nuys"                |
| 2013        | Zero Hour       | Rachel Lewis        | 13 episodios                          |
| 2017 / 2018 | Startup         | Mara Chandler       | Temporadas 2 y 3                      |

## Premios y nominaciones
| Año  | Título              | Premio                                          | Categoría    | Resultado |
| ---- | ------------------- | ----------------------------------------------- | ------------ | --------- |
| 2019 | Sleeping in Plastic | Evolution! Mallorca International Film Festival | Mejor actriz | Nominada  |